# John Stevens (Historiker)
John Edgar Stevens (* 8. Oktober 1921 in London; † 14. Februar 2002 in Cambridge) war ein britischer Musikhistoriker und Anglist. Sein Forschungsgebiet umfasste vor allem die  englische und westeuropäische Musik des Mittelalters und der Renaissance.

## Akademischer Werdegang
Stevens wurde 1921 in East Dulwich geboren. Sein Vater war Beamter und passionierter Violinist; seine Mutter hatte als einer der ersten Frauen an der London University Mathematik studiert. Stevens erhielt Stipendien für Christ’s Hospital und später für das Magdalene College in Cambridge, wo er ein Studium der klassischen Literatur aufnahm. Nach dem Ausbruch des 2. Weltkriegs musste Stevens sein Studium 1941 unterbrechen; er verbrachte den Krieg als Minensucher bei der Marine. Nach Kriegsende kehrte er 1946 nach Cambridge zurück und begann ein Anglistikstudium. Im gleichen Jahr heiratete 1946 Charlotte Somner, mit der er im Laufe ihrer Ehe zwei Töchter und zwei Söhne hatte. Nach Abschluss seines Bachelor of Arts erhielt er ein Bye-Fellowship, 1950 ein Research Fellowship und nach Vollendung seiner Promotion schließlich 1953 ein volles Fellowship am Magdalene College. Seine Dissertation Early Tudor Song Books, betreut von Thurston Dart, befasste sich mit der Musik am Hof der Tudors im Spätmittelalter und der Frührenaissance. In den frühen 50er Jahren verfasste er auch seine erste Quellenedition für die Musica Britannica, die 1952 unter dem Titel Mediaeval Carols erschien. Zwei weitere Bände folgten 1962 mit Music at the Court of Henry VIII und 1975 mit Early Tudor Songs and Carols.
Seine Arbeiten zur frühtudorianischen Musik veröffentlichte Stevens 1961 in dem Werk Music and Poetry in the Early Tudor Court. Von 1954 bis 1974 war er Lecturer für Englisch in Cambridge, 1974 wurde er zum Reader befördert. Ein Jahr später erfolgte die Ernennung zum Fellow of the British Academy. 1978 erhielt er schließlich den Ruf als Jack Arthur Walter Bennetts Nachfolger als Professor für Englisch des Mittelalters und der Renaissance. Zwei Jahre darauf wurde er zudem zum Commander of the British Empire ernannt. Seine Professur hatte Stevens bis 1988 inne. Anstelle einer Festschrift wurde seine Emeritierung von seinen Studenten und Kollegen mit Musik und Gedichten begangen. Es folgten ein Jahr als Gastprofessor in Berkeley und die Ernennung zum Leverhulme Emeritus Fellow. Auch im Ruhestand betätigte sich Stevens weiter in der Forschung; so arbeitete er an einer kritischen Quellenedition der musikalischen Handschriften aus dem späten 12. und frühen 13. Jahrhundert im Bestand der Universitätsbibliothek von Cambridge.

## Wissenschaftliches Werk
Außer fünf kritischen Quelleneditionen, die letzte davon postum von seinem Freund und Kollegen Christopher Page fertiggestellt, verfasste Stevens zahlreiche Fachaufsätze und drei Monografien: neben seiner Arbeit über die höfische Musik in der englischen Frührenaissance auch das 1986 erschienene Words and Music in the Middle Ages. In diesem letzteren Werk widmete sich Stevens einer These, die er schon in den 1950er Jahren in Auseinandersetzung mit frühneuzeitlicher Musik entwickelt hatte – dass sich die enge symbolische Kopplung von Musik und Text erst mit dem Ende des Mittelalters herausgebildet habe. Während zuvor der natürliche Sprachfluss Intonation und Metrik von Gesang vorgegeben hätte und für die Schönheit der Notation vor allem mathematische Maßgaben galten, führte die Renaissance neue ästhetische Kriterien ein, die das Verständnis von Musik nachhaltig veränderten. So hätten etwa feste Versmaße und die mit ihnen einhergehende Künstlichkeit des gesungenen Worts eine neue ästhetische Ebene in der Musik eingeführt, die es überhaupt erst erlaubt hätte, Musik und Text symbolisch an einander zu binden. So habe etwa Begleitmusik den Klang von Sprache bewusst imitieren können, statt dem Fluss des gesprochenen Wortes zu folgen. Zeitlebens war Stevens ein Bewunderer seines Vorgängers C. S. Lewis. Aus dessen Werk The Allegory of Love über die Entstehung der Minne im Hochmittelalter entwickelte Stevens das Konzept eines „Spiels der Liebe“, um das sich das höfische Leben in vielerlei Hinsicht drehte. Nach seiner Emeritierung engagierte er sich darüber hinaus als Vorsitzender der Plainsong and Medieval Music Society, die sich um die Popularisierung mittelalterlicher Musik in Großbritannien bemüht.

### Monografien
- Music & Poetry in the Early Tudor Court. Cambridge University Press, Cambridge 1961 (zweite Auflage 1979).
- Medieval Romance: Themes and Approaches. Norton, London 1973.
- Words and Music in the Middle Ages: Song, Narrative, Dance and Drama, 1050–1350. Cambridge University Press, Cambridge 1986.

### Kritische Editionen
- Mediaeval Carols, Musica Britannica 4 (1952, zweite Auflage 1958)
- Music at the Court of Henry VIII, Musica Britannica 18 (1962, zweite Auflage 1969)
- Medieval French Plays (1971, mit Richard Axton)
- Early Tudor Songs and Carols, Musica Britannica 36 (1975)
- The earliest songbook in England: The later Cambridge songs (2005)